# Schnauzer standard
A schnauzer standard[Nota] (em alemão:  Mittelschnauzer) é uma raça canina oriunda da Alemanha. Este canino é o que pode ser chamado de "original", pois foi ele que deu origem ao gigante e ao miniatura. Segundo publicação no livro The Complete Dog Book, o schnauzer seria fruto de cruzamentos entre pinchers, que geraram uma variação de pelo duro. Após a Segunda Guerra Mundial, o standard perdeu popularidade para sua versão miniatura. Apreciado como cão de guarda, é mais inteligente que o gigante, ocupando dez posições a frente no ranking elaborado por Stanley Coren.